# Findet Dorie (Soundtrack)
Der Soundtrack zum Film Findet Dorie von Disney wurde am 17. Juni 2016 veröffentlicht. Die Filmmusik stammt von Thomas Newman.

## Produktion

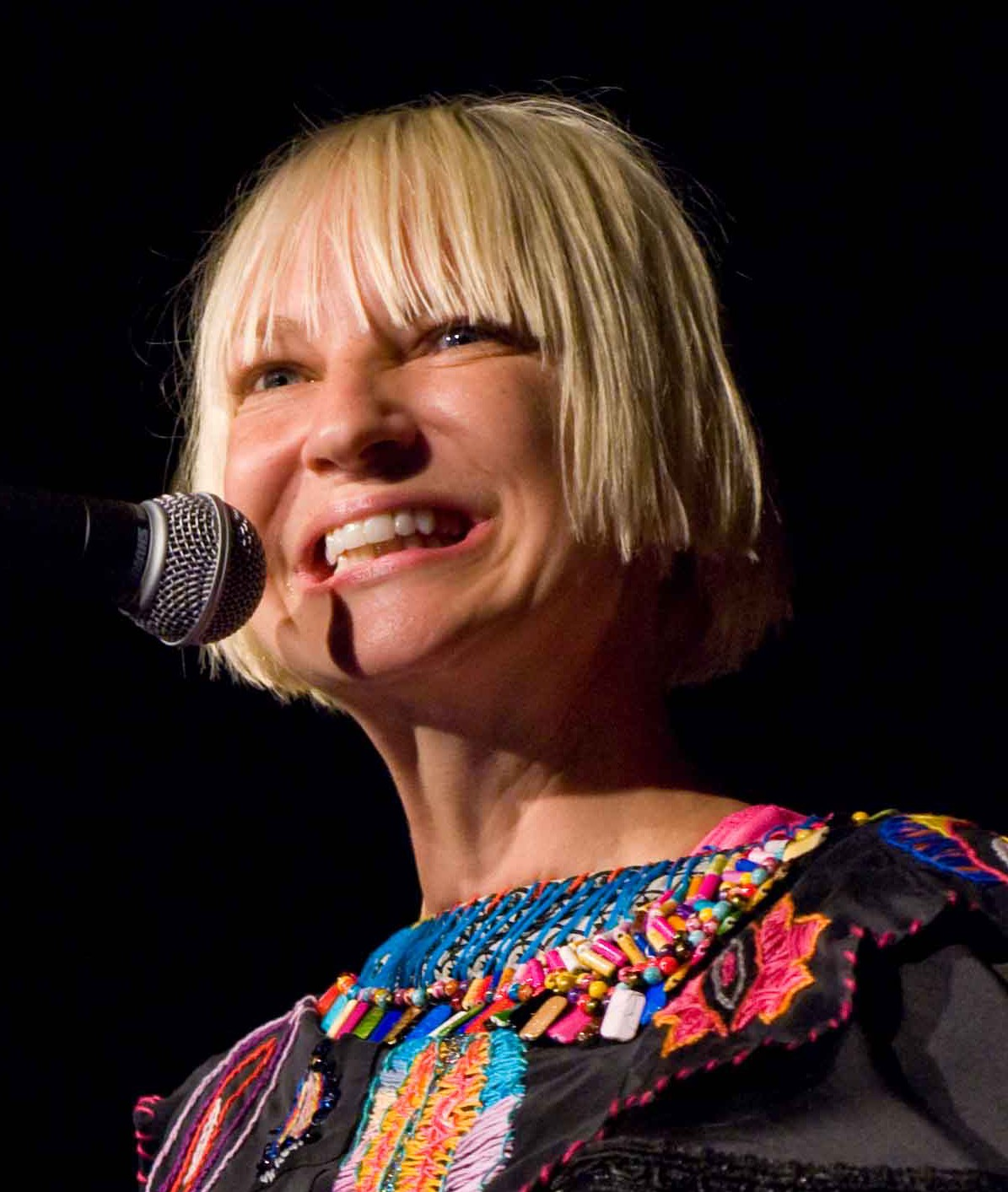
Sia (2011)

Die Filmmusik wurde von Thomas Newman komponiert.
Das im Abspann des Films zu hörende Lied Nummer 30 des Soundtracks Unforgettable, das Irving Gordon geschrieben und  Nat King Cole in den 1950er Jahren bekannt gemacht hatte, wurde von der australischen Singer-Songwriterin Sia gesungen, wie bereits Robbie Williams den Soundtrack zum Film Findet Nemo mit dem ursprünglich von Bobby Darin gesungenen Song Beyond the Sea ergänzte. Sia wurde von Ellen DeGeneres ausgewählt, die im Film die Figur Dorie synchronisierte. Die Sängerin meinte: „Als Ellen mich fragte, konnte ich nicht ablehnen.“ Am 20. Mai 2016 präsentierte Sia den Song in ihrer Show Ellen. Bei diesem Auftritt badete Sia in dunkelblauem Licht, das an die Tiefsee erinnert. Der Regisseur des Films, Andrew Stanton, meinte später zur neuen Interpretation des Liedes: „Auf die gleiche Art und Weise, wie Robbie Williams für Findet Nemo einem klassischen Song seine ganz einmalige Prägung verpasste, hat Sia die seelenvolle Wahrheit des Nat-King-Cole-Klassikers 'Unforgettable' eingefangen und daraus etwas Eigenes gemacht.“ Mit dem Lied Unforgettable (engl. unvergesslich) wurde ein Lied geschrieben, das in Bezug auf die Hauptfigur des Films ironisch wirkt, weil diese ein nur kurzes Erinnerungsvermögen besitzt und Dinge, Sekunden nachdem sie passiert sind, wieder vergisst.

## Veröffentlichung
Der Soundtrack wurde am 17. Juni 2016 veröffentlicht. Der Film selbst kam ebenfalls am 17. Juni 2016 in die nordamerikanischen Kinos.

## Rezeption
Mihnea Manduteanu meint, die Filmmusik werde nicht nur die Fans von Thomas Newman befriedigen, sondern auch die Kinobesucher bezaubern. Der Song Gnarly Chop habe am Ende ein sehr schönes Rock-Gitarren-Motiv, das Lied Joker at Work sei, abgesehen vom Titelsong, sein Lieblingsstück, weil es am Anfang ein Ambiente schaffe, aber sprudelnd ende, und Shells, das längste Stück des Soundtracks, habe die Zeit, sich zu entwickeln und mit seinem frischen, keltischen Motiv eine komplette Geschichte zu erzählen.
Jenn Ficarra von Bustle erwähnt in ihrer Kritik den Song Unforgettable und meint, dieser habe eine Sängerin erfordert, deren Stimme das Publikum mit auf eine emotionale Reise nehmen kann, und das Lied passe perfekt zum Film, weil es zeitlos sei.
Im Rahmen der Hollywood Music In Media Awards 2016 wurde Newman für seine Arbeit in der Kategorie Beste Filmmusik eines Animationsfilms nominiert. Im Dezember 2016 wurde der Soundtrack als Anwärter bei der Oscarverleihung 2017 in der Kategorie Beste Filmmusik in die Kandidatenliste (Longlist) aufgenommen, aus denen die Mitglieder der Akademie die offiziellen Nominierungen bestimmen werden.

## Titelliste
1. Kelpcake
2. Finding Dory (Main Title)
3. Lost at Sea
4. One Year Later
5. Migration Song
6. “O, We’re Going Home”
7. Jewel of Morro Bay
8. Gnarly Chop
9. Squid Chase
10. Sigourney Weaver
11. Hank
12. Nobody’s Fine
13. Rebecca Darling
14. Meet Destiny
15. Joker at Work
16. Becky Flies
17. Hands!
18. Almost Home
19. Open Ocean
20. Two Lefts and a Right
21. Everything About You
22. Quarantine
23. Warp
24. All Alone
25. …Shells
26. No Walls
27. Okay with Crazy
28. Hide and Seek
29. Quite a View
30. Unforgettable – Sia
31. Three Hearts (End Title)
32. Loon Tune
33. Fish Who Wander
34. Release

## Charterfolge und Singles
Im Juli 2016 erreichte der Soundtrack Platz 8 der Soundtrack-Album-Charts, in denen sich das Album eine weitere Woche halten konnte.
Am 27. Mai 2016 erfolgte eine Singleauskopplung des von Sia gesungenen Liedes Unforgettable.